# Xã West Nantmeal, Quận Chester, Pennsylvania
Xã West Nantmeal (tiếng Anh: West Nantmeal Township) là một xã thuộc quận Chester, tiểu bang Pennsylvania, Hoa Kỳ. Năm 2010, dân số của xã này là 2.170 người.